# Juan O'Gorman
Juan O'Gorman (Coyoacán, 6 juillet 1905 - 17 janvier 1982) est un peintre, mosaïste et architecte mexicain. Il est considéré comme le précurseur du fonctionnalisme et de l'architecture moderne au Mexique,.

## Biographie
Juan O'Gorman est le fils d'un peintre irlandais, Cecil Crawford O'Gorman, et d'une mère mexicaine, Encarnación.
À l'âge de 17 ans, il rencontre le peintre Diego Rivera, alors que le peintre réalise la peinture murale de l'Antiguo Colegio de San Ildefonso, qui était alors l'École nationale préparatoire. Au même endroit, il rencontre également Frida Kahlo, avec qui il noue une amitié qui durera jusqu'à la mort de l'artiste.
Il étudie l'architecture entre 1922 et 1927 à l'École d'architecture où il entre en contact avec Carlos Tarditi, José Villagrán et Carlos Obregón Santacilia, puis à l'Académie San Carlos.
Dessinateur dans un bureau d'architectes, il devient architecte auxiliaire dans l'atelier de Carlos Obregón Santacilia. Il participe à la reconstruction de l'édifice de la Banque du Mexique.
Sous l'influence de Le Corbusier et de son livre Vers une architecture, il fait construire à San Ángel la première maison fonctionnelle du Mexique. Il construit de même une maison-atelier pour Diego Rivera, achevée en 1932.
Il a décidé à l'âge de 30 ans de se retirer de l'architecture pour se consacrer à plein temps à la peinture, discipline à partir de laquelle il aborde des questions historiques et exerce une critique acerbe de la société de son époque.

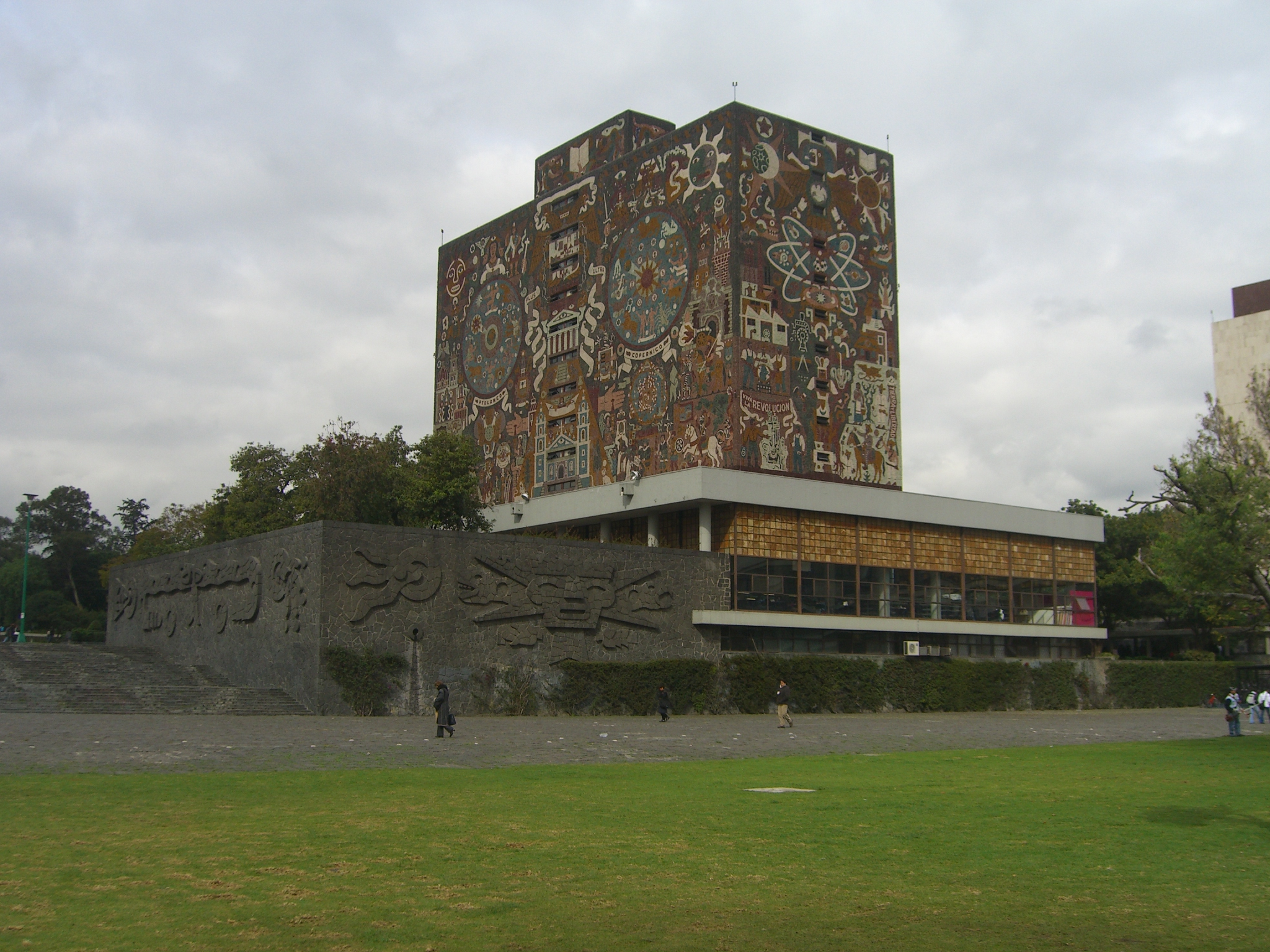
Peintures murales sur la bibliothèque centrale de l'Université nationale autonome du Mexique.

Peintre, il est connu pour ses fresques murales réalisées à la tempera, notamment celles du château de Chapultepec, qui représentent les grands moments de l'Indépendance du Mexique. Ses fresques de 1938 pour l'aéroport de Mexico, jugées trop subversives, furent déplacées en 1939, deux d'entre elles seront détruites en 1938, à cause de leurs allusions violemment satiriques à Hitler et à Mussolini.
Dans les années 1950, il est chargé de la décoration extérieure de la Bibliothèque centrale de l'Université nationale autonome du Mexique. Il recouvre tout le bâtiment, dépourvu de fenêtres, d'une immense mosaïque de pierres colorées, qui offre un résumé de la culture mexicaine, surtout autour de la civilisation aztèque et de la conquête du Mexique.
Entre 1953 et 1956, il construit une nouvelle maison inspirée du palais idéal du Facteur Cheval, avec des ornements mésoaméricains (comme le Serpent à plumes) et des motifs de mosaïque[réf. nécessaire]. Située au Pedregal de San Ángel, elle fut démolie en 1969.
En peinture de chevalet, il a réalisé de nombreux portraits et autoportraits (dont celui de 1950), et des paysages très réalistes, marqués par son métier d'architecte, ou tout aussi minutieux mais fantastiques, inspirés par les œuvres de Jérôme Bosch et des surréalistes.
Juan O'Gorman a mis fin à ses jours le 18 janvier 1982 à son domicile de San Ángel. On dit qu'il était déprimé depuis la mort de Frida Kahlo et Max Cetto (en). Pour se suicider, il a pris un mélange de peintures, puis a grimpé dans un arbre, s'est tiré une balle et s'est pendu avec un nœud coulant qu'il avait noué autour du cou. Son corps repose dans la Rotonde des Hommes Illustres.